# ماركو أنطونيو روزا فورتادو جونيور
ماركو أنطونيو روزا فورتادو جونيور هو لاعب كرة قدم برازيلي في مركز جناح ‏، ولد في 1 أكتوبر 1997 في بليم في البرازيل. لعب مع نادي باهيا.

## وصلات خارجية
- ماركو أنطونيو روزا فورتادو جونيور على موقع قاعدة بيانات كرة القدم.إي يو (الإنجليزية)
- ماركو أنطونيو روزا فورتادو جونيور على موقع Soccerway.com (الإنجليزية)